# Jump (singel Madonny)
Jump (z ang. skakać) – czwarty i jednocześnie ostatni singel z płyty Madonny Confessions on a Dance Floor. Autorami piosenki są: Madonna, Stuart Price i Joe Henry.
Piosenka odniosła umiarkowany sukces na świecie, w Europie jednak dostała bardzo silne wsparcie ze strony stacji radiowych. Początkowo miała zostać wydana jako trzeci singel z albumu, jednak został nim "Get Together", ponieważ miał wysoką sprzedaż cyfrową (20 000 plików), podczas gdy "Jump" sprzedał się tylko w 9000 egzemplarzach. 12 lipca 2006 roku magazyn Billboard potwierdził, że piosenka zostanie wydana jako czwarty singel.

## Listy utworów i formaty singla
Promo CD-Singel
1. Jump (Radio Edit) – 3:20

CD-Singel
1. Jump (Album Version) – 3:59
2. Jump (Extended Album Version) – 5:09

CD-Singel
1. Jump (Radio Edit) – 3:22
2. Jump (Junior Sanchez's Misshapes Mix) – 6:49
3. History – 5:55*

Amerykański CD-Maxi Singel
1. Jump (Radio Edit) – 3:22
2. Jump (Jacques Lu Cont Mix) – 7:47
3. Jump (Axwell Remix) – 6:38
4. Jump (Junior Sanchez's Misshapes Mix) – 6:49
5. Jump (Extended Album Version) – 5:09
6. History – 5:55*

12" Maxi
1. Jump (Jacques Lu Cont Mix) – 7:47
2. Jump (Album Version) – 3:59
3. Jump (Extended Album Version) – 5:09
4. Jump (Axwell Remix) – 6:38
5. Jump" (Junior Sanchez's Misshapes Mix) – 6:49
6. History – 5:55*
7. Jump (Radio Edit) – 3:22

Brytyjski 12" Picture Disc
1. Jump (Jacques Lu Cont Mix) – 7:47
2. Jump (Extended Album Version) – 5:09
3. History – 5:55*

- Czas trwania utworu "History" podany na singlach jest niepoprawny. Utwór znajdujący się na singlach w rzeczywistości trwa 5:55, podczas gdy na okładkach można znaleźć informację, że 6:54. Wytwórnia Warner w ostatniej chwili zdecydowała się umieścić na singlu krótszą zremiksowaną wersję utworu z występującym naprzemiennie wokalem, zamiast jego wersji oryginalnej.

## Oficjalne wersje utworu
- Album Version - 3:46
- Unmixed Version - 3:59
- Radio Edit - 3:22
- Extended Version - 5:09
- Axwell Remix - 6:38
- Jacques Lu Cont Mix - 7:47
- Junior Sanchez’s - Misshapes Mix - 6:49
- Live - The Confessions Tour - 4:53

## Teledysk
Reżyserem wideoklipu jest Jonas Åkerlund, który współpracował już wcześniej z Madonną przy teledyskach "Ray of Light" oraz "Music". Niskobudżetowy teledysk został nakręcony 19 września 2006 roku w Japonii podczas wizyty piosenkarki w tym kraju w ramach trasy Confessions Tour. W wideoklipie sceny z udziałem Madonny nakręcone w studiu przeplatają się ze scenami tancerzy przemierzających ulice Tokio, dających pokaz możliwości w dziedzinie sportu o nazwie parkour.

## Sprzedaż
| Kraj              | Sprzedaż |
| ----------------- | -------- |
| Stany Zjednoczone | 136 000  |
| Wielka Brytania   | 36 000   |
| Włochy            | 10 000   |

## Pozycje na listach przebojów
| Notowanie (2006)                              | Najwyższa pozycja |
| --------------------------------------------- | ----------------- |
| Australian ARIA Singles Chart                 | 29                |
| Austrian Singles Chart                        | 20                |
| Belgian Singles Chart (Flandria)              | 18                |
| Belgian Singles Chart (Walonia)               | 27                |
| Canadian Singles Chart                        | 7                 |
| Czech Airplay Chart                           | 20                |
| Danish Singles Chart                          | 7                 |
| Dutch Top 40                                  | 5                 |
| Eurochart Hot 100 Singles                     | 19                |
| Finnish Singles Chart                         | 2                 |
| German Singles Chart                          | 23                |
| Hungarian Singles Chart                       | 1                 |
| Irish Singles Chart                           | 19                |
| Italian Singles Chart                         | 1                 |
| Spanish Singles Chart                         | 3                 |
| Swedish Singles Chart                         | 40                |
| Swiss Singles Chart                           | 21                |
| UK Singles Chart                              | 9                 |
| U.S. Billboard Bubbling Under Hot 100 Singles | 5                 |
| U.S. Billboard Hot Dance Club Play            | 1                 |
| U.S. Billboard Hot Dance Airplay              | 1                 |
| U.S. Billboard Hot Singles Sales              | 1                 |